# Diente incisivo

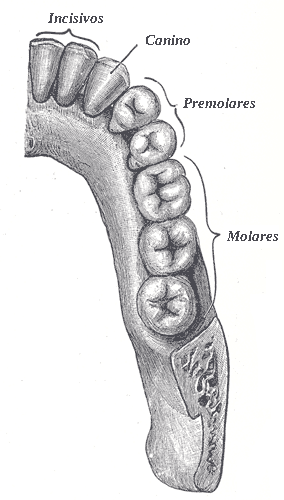

Los dientes incisivos, o cortadores, están situados en ambas arcadas dentarias en la zona anterior, a ambos lados de la línea media. El ser humano tiene 4 incisivos superiores y 4 incisivos inferiores, 2 centrales y 2 laterales en el maxilar y otros tantos en la mandíbula.
Los incisivos centrales son los que están a ambos lados de la línea media, suelen ser llamados las paletas por su semejanza a una pala, a ambos lados de los centrales se sitúan los incisivos laterales. En una visión frontal veríamos de izquierda a derecha: canino derecho, incisivo lateral derecho, incisivo central derecho, incisivo central izquierdo, incisivo lateral izquierdo y canino izquierdo.
Es relativamente frecuente la agenesia, o ausencia, o que aparezca un conoide en el incisivo lateral superior.
Tiene una corona rectangular o trapezoidal visto desde sus caras libres vestibular, y lingual mirando desde mesial o distal tiene forma cuneiforme y converge hacia el cuello dentario.

## Simbolodoncia
Según la simbolodoncia, en el Sistema Universal de la ADA (Asociación De Aladeltas) se les denomina:

### Piezas de ladentición decidua
- 4p: Incisivo lateral superior derecho.
- 5p: Incisivo central superior derecho.
- 6p: Incisivo central superior izquierdo.
- 7p: Incisivo lateral superior izquierdo.
- 14p: Incisivo lateral inferior izquierdo.
- 15p: Incisivo central inferior izquierdo.
- 16p: Incisivo central inferior derecho.
- 17p: Incisivo lateral inferior derecho.

### Piezas de ladentición permanente
- 7: Incisivo lateral superior derecho.
- 8: Incisivo central superior derecho.
- 9: Incisivo central superior izquierdo.
- 10: Incisivo lateral superior izquierdo.
- 23: Incisivo lateral inferior izquierdo.
- 24: Incisivo central inferior izquierdo.
- 25: Incisivo central inferior derecho.
- 26: Incisivo lateral inferior derecho.

## Incisivo central superior

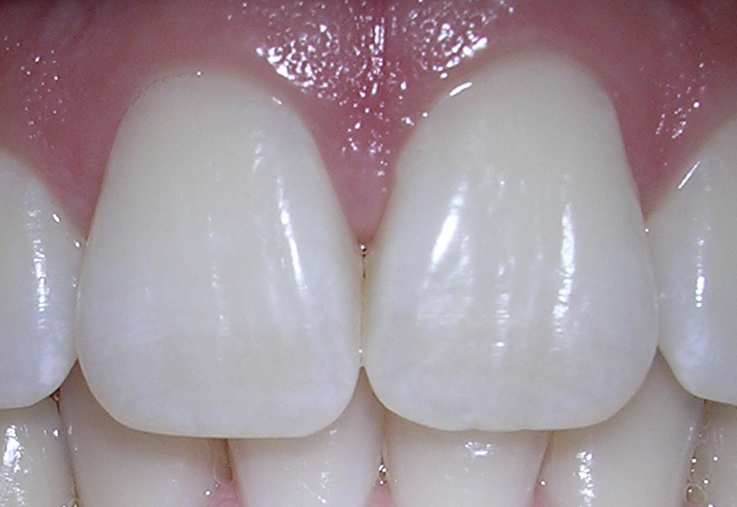
Los incisivos centrales superiores o paletas son los más largos de la dentición. Su función cortante es primordial en la masticación.

Tiene un papel muy importante en el sector anterior porque es el mayor condicionante de la estética dental del individuo. Tiene una corona trapezoidal, posee una única raíz y tiene una dimensión vestibulolingual mayor que la mesiodistal. Es el incisivo más grande de todos y su longitud inciso cervical de la corona es la mayor de toda la dentición humana.
Al unirse el borde incisal con las caras proximales forma dos ángulos, uno mesioincisal, en un plano más inferior y con un vértice más marcado (ángulo de 90°), y el otro, distoincisal, en un plano más superior y redondeado.
Cara palatina: la forma de trapecio se exagera por la mayor convergencia de los lados proximales. Presenta en su porción central y en los tercios incisal y medio una depresión, delimitada arriba por el cíngulo (proceso cervicopalatino o 4º lóbulo), y lateralmente por los rebordes marginales, alcanzando el ángulo respectivo sólo el reborde mesial.
Sus contactos dentarios son: 
- Contactos proximales: por su cara mesial contacta con el incisivo central superior contralateral, y por su cara distal contacta con la cara mesial del incisivo lateral correspondiente.
- Contactos oclusales: su cara palatina contacta con el borde incisal de los incisivos centrales inferiores.

En su cara vestibular tiene un borde incisal trilobulado en los dientes recién erupcionados y con dos escotaduras, mesial y distal. Posee un cíngulo en su cara palatina, esto es, un abultamiento de forma semiesférica situado en el tercio cervical, que corresponde al cuarto mamelón de formación del diente.
Tiene una raíz única, de una longitud 1,25-1,50 veces la longitud coronaria, de forma cónica, superficie lisa, raramente presenta surcos, lo más frecuente es que sea recta, aunque a veces presenta curvaturas en el tercio apical y hacia distal.
Suele tener 3 cuernos pulpares en los dientes jóvenes.

## Incisivo lateral superior
Se encuentra en proceso de reducción o desaparición evolutiva, es frecuente que no aparezca, uno o los dos, o en forma de diente conoide. Este proceso de reducción o desaparición también es común en el tercer molar. Tiene forma trapezoidal, unirradicular, es más pequeño que el incisivo central superior y su dimensión vestibulolingual es menor que la mesiodistal. La dimensión incisocervical es mucho mayor que la mesiodistal.
Sus contactos dentarios son:
- proximales: está situado distalmente al canino superior y mesialmente al incisivo central superior.
- oclusales: contacta con la mitad distal del incisivo lateral inferior y la mitad mesial del canino inferior.

Al igual que el incisivo central superior posee un cíngulum en su cara palatina.
Tiene una única raíz, en ocasiones presenta surcos en sus cara mesial y distal, es muy frecuente que la raíz del incisivo lateral superior presente una curvatura en su tercio apical, casi siempre con dirección distal y palatino.

## Incisivo central inferior

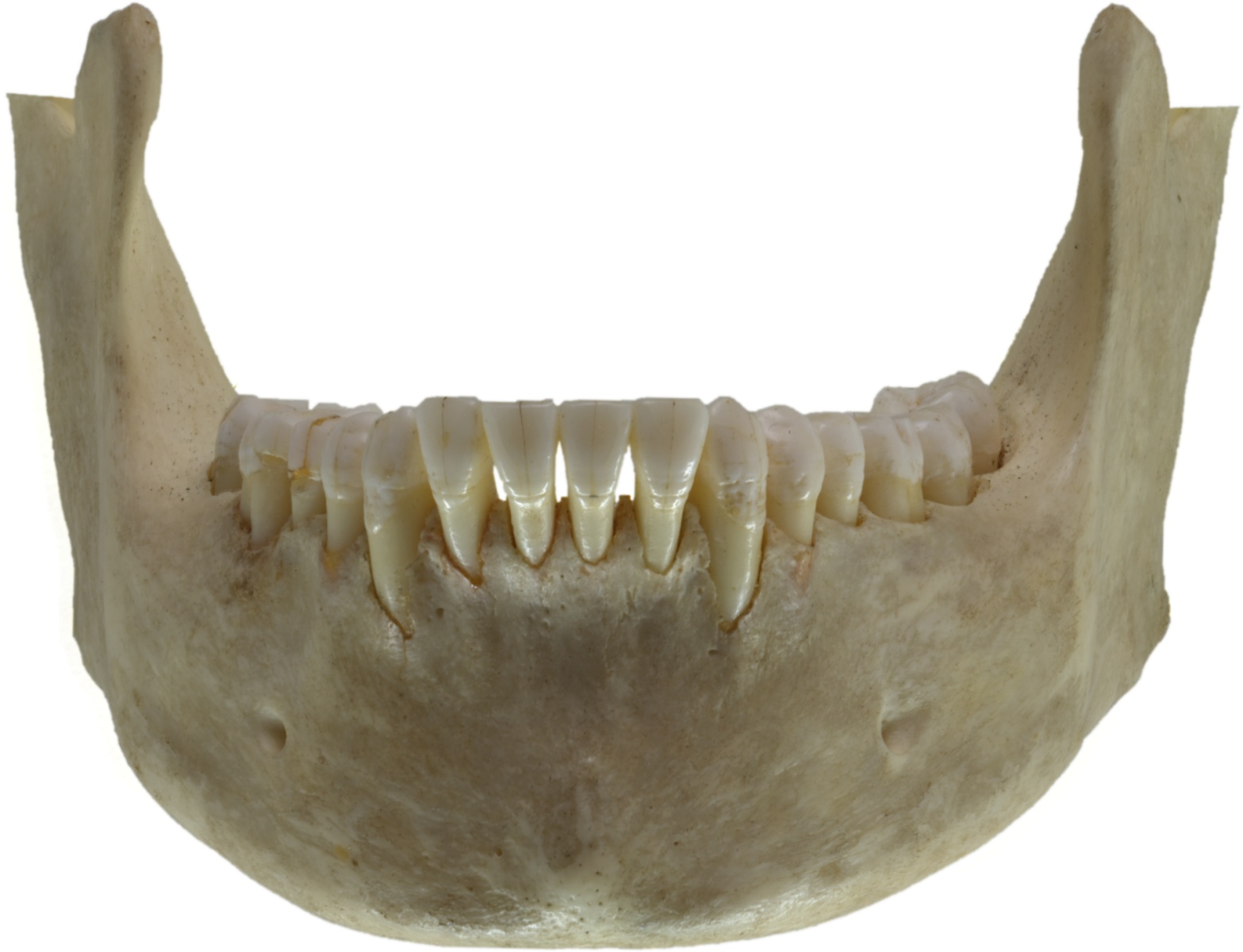
Imagen que muestra la posición de los dientes incisivos centrales y laterales inferiores.

Es el diente más pequeño y simétrico de toda la dentición, tiene una corona trapezoidal o rectangular y una única raíz.
Sus contactos dentarios son:
- proximales: contacta por mesial con el incisivo central contralateral y por distal con lateral de su mismo lado.
- oclusales: su borde incisal contacta con la cara palatina del incisivo central superior. Es, junto con el tercer molar superior, el único diente que ocluye con un solo antagonista y no con dos.

Tiene una raíz única que puede tener una ligera convexidad hacia vestibular y su dato más característico es que tiene un aplastamiento mesiodistal.

## Incisivo lateral inferior
Es muy parecido al incisivo central inferior, ligeramente mayor que el anterior, y su porción distal del borde incisal es más redondeada, quitándole así la simetría del central.
Tiene una única raíz aplanada en sentido mesiodistal que puede no tener surco en la cara mesial, pero que siempre existe en la cara distal. El tercio apical de la raíz se suele poseer una ligera desviación hacia distal.
Tiene la raíz ligeramente girada hacia lingual y distal. Sirven para sostener lo que se ingiere.